# Pagebangan
Pagebangan is een bestuurslaag in het regentschap Kebumen van de provincie Midden-Java, Indonesië. Pagebangan telt 1025 inwoners (volkstelling 2010).